# Katastrofa lotu Turkish Airlines 1951
Katastrofa lotu Turkish Airlines 1951 miała miejsce 25 lutego 2009 około godziny 9:31 UTC (10:31 CET) w okolicach amsterdamskiego lotniska Schiphol.
Boeing 737-800 (nr rej. TC-JGE), linii Turkish Airlines ze 135 osobami na pokładzie rozpadł się na trzy części, gdy przymusowo wylądował na polu w pobliżu pasa lotniska – niedaleko autostrady A9 biegnącej między pasami lotniska. Zginęło 9 osób, a 50 zostało rannych (w tym 25 ciężko). Około 50 osób zdołało o własnych siłach opuścić wrak rozbitej maszyny.

## Lot
Samolot ze 127 pasażerami i 7 członkami załogi na pokładzie wystartował ze Stambułu z portu lotniczego Stambuł-Atatürk o 8:22 (0622 GMT). Liczbę 134 pasażerów i członków załogi podaje turecki przewoźnik, tymczasem władze holenderskie i lotnisko Schiphol szacują, że na pokładzie samolotu w chwili katastrofy było 135 ludzi. Kapitanem był Hasan Tahsin Arisan, jeden z najbardziej doświadczonych pilotów. W Turkish Airlines pracował od 1996, a wcześniej służył w Tureckich Siłach Powietrznych. W powietrzu spędził ponad 15 000 godzin. Wśród pozostałych członków załogi byli: Olgay Ozgur (drugi pilot), Murat Sezer, Figen Eren, Perihan Ozden, Ulvi Murat Eskin i Yasemin Vural.
Celem lotu było lotnisko Schiphol w Amsterdamie.

## Lądowanie i katastrofa

Diagram przedstawiający pasy startowe lotniska Schiphol. Na czarno zaznaczono pas Polderbaan a czerwoną gwiazdą lokalizację katastrofy samolotu

Podczas podchodzenia do lądowania na pasie 18R (zwanym Polderbaan) lotniska w Amsterdamie samolot rozpadł się na trzy części. Nie wybuchł pożar, dzięki czemu liczba śmiertelnych ofiar katastrofy była relatywnie niska. Wrak samolotu leżał obok pasa startowego, w pobliżu autostrady A9, około 20 km na południowy zachód od centrum Amsterdamu. Obydwa silniki uległy rozdzieleniu, spoczywały w odległości około 90 metrów od kadłuba.

## Pasażerowie

Seat map

Większość pasażerów była Turkami. Poza tym samolotem podróżowało 4 Amerykanów (w tym jeden pracownik Boeinga), 1 Brytyjczyk i 33 Holendrów. Linie tureckie opublikowały pełną listę pasażerów.
Wśród pasażerów były m.in. siostry Jihad i Hajar Alariachi, prezenterki holenderskiego programu telewizyjnego De Meiden van Halal. Jihad Alariachi została odwieziona do szpitala z mniejszymi obrażeniami.

## Przyczyny
Przyczyną katastrofy były błędne wskazania lewego wysokościomierza radiowego, które bezpośrednio wpływały na działanie systemu automatycznego ciągu podczas podejścia do lądowania. W rezultacie, w końcowej fazie podejścia moc silników została niespodziewanie zredukowana, co doprowadziło do utraty siły nośnej i przeciągnięcia, którego konsekwencją było uderzenie w ziemię.

## Podejście do lądowania
Lot nr 1951 pilotowany był przez pierwszego oficera, dla którego był to lot „pod nadzorem” – kapitan pełnił dodatkowo funkcję instruktora, a w kabinie znajdował się dodatkowy, trzeci pilot. Dlatego też w użyciu znajdował się prawy autopilot (drugiego pilota). Tymczasem system automatycznej kontroli ciągu (ang. autothrottle) pobierał dane z lewego radiowysokościomierza, który jak się okazało wskazywał błędne dane, podczas gdy radiowysokościomierz drugiego pilota wskazywał właściwe odczyty. Podejście do lądowania odbywało się w trybie ILS, tym samym autopilot samodzielnie kontrolował czy samolot znajduje się na właściwej ścieżce podejścia. Dodatkowo kontrola lotu nakazała pilotom sposób wejścia na ścieżkę „od góry”, jakkolwiek standardową metodą wejścia na ścieżkę jest wejście „od dołu”.

## Moment katastrofy

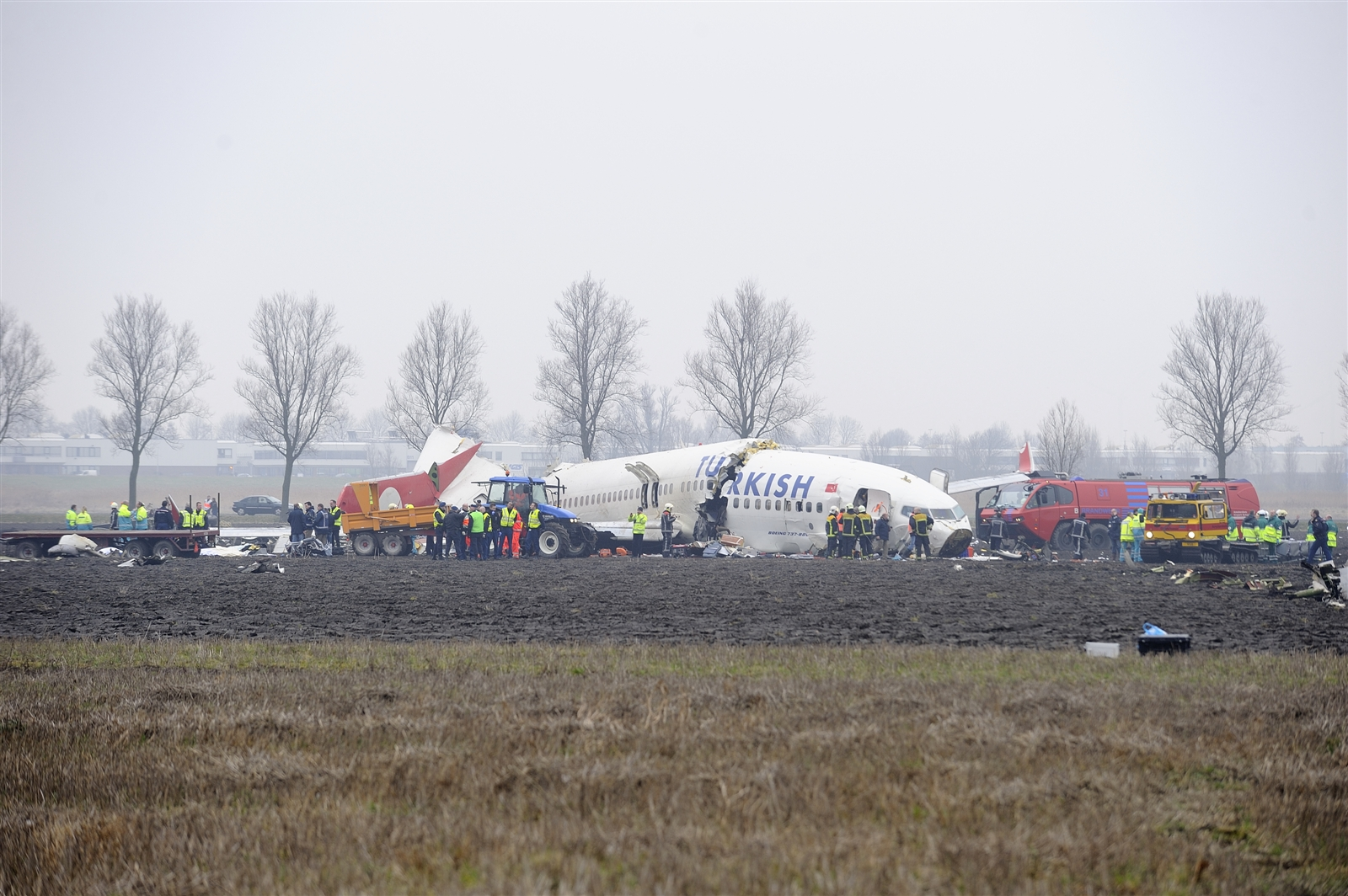
wrak samolotu

W kluczowym momencie podejścia do lądowania wysokościomierz po stronie kapitana nagle wskazał błędny odczyt -8 stóp, powodując tym samym odpowiednią w tej sytuacji reakcję systemu automatycznej kontroli ciągu, który zredukował moc i przestawił przepustnicę na bieg jałowy. Redukcji takiej dokonuje system automatycznie kiedy maszyna schodzi poniżej wysokości 27 stóp. Doprowadziło to do zejścia samolotu ze ścieżki schodzenia, za której utrzymanie odpowiadał autopilot. W rezultacie autopilot, celem utrzymania samolotu na ścieżce podniósł nos maszyny, zwiększając tym samym kąt natarcia i doprowadzając do dalszego zmniejszenia prędkości oraz stopniowego zmniejszania się siły nośnej. Kiedy utrata siły nośnej zbliżyła się niebezpiecznie do wartości przeciągnięcia, włączył się system ostrzegania, poprzez wibrację wolantu. Nieprawidłowa reakcja załogi doprowadziła do całkowitej utraty siły nośnej maszyny i uderzenia w ziemię.

## Działania załogi
Jedną z przyczyn katastrofy były błędne lub nieskoordynowane działania załogi samolotu oraz zaniedbania proceduralne. Utrata prędkości oraz zwiększenie kąta natarcia sygnalizowane było na głównym panelu wskaźników, lecz zostało zignorowane przez pilotów, częściowo z uwagi na fakt, iż byli oni między innymi w trakcie wypełniania listy kontrolnej. Stanowiło to rażące naruszenie obowiązujących procedur, zgodnie z którymi zakończenie listy kontrolnej podczas lądowania w trudnych warunkach (a takie miało miejsce w przypadku lotu 1951) powinno nastąpić na wysokości nie niższej niż 1000 stóp. W przeciwnym wypadku podejście uznaje się za niestabilne i na wysokości 1000 stóp należy odejść na kolejny krąg i dokończyć listę. Częściowym usprawiedliwieniem braku reakcji może być jedynie fakt, iż nietypowe wejście na ścieżkę podejścia „od góry” powodowało, iż piloci mogli uznać nagły manewr samolotu za właściwy, związany właśnie z wejściem na ścieżkę. Nie zmienia to jednak faktu, iż także reakcja załogi na ostrzeżenie o przeciągnięciu wykazała brak koordynacji. Poczuwszy wibracje wolantu pierwszy oficer natychmiast pchnął kolumnę sterowniczą by zmniejszyć kąt natarcia i pchnął do przodu przepustnicę zwiększając moc. W tym samym momencie kapitan rozpoczął przejmowanie kontroli nad samolotem, czym zakłócił działania pierwszego oficera – w rezultacie system automatycznej kontroli ciągu ponownie zredukował szybkość. Dlatego, kiedy kapitan przejął kontrolę nad samolotem wyłączając tym samym działanie systemu, przepustnice znajdowały się w pozycji neutralnej i nadal nie dawały ciągu. Manualne zwiększenie ciągu przez kapitana nastąpiło zbyt późno – maszyna w stanie przeciągnięcia znajdowała się zaledwie ok. 100 metrów nad ziemią i uniknięcie uderzenia stało się niemożliwe. Z racji opisanych działań, od momentu pojawienia się alarmu o utracie siły nośnej do zwiększenia ciągu silników upłynęło 9 kluczowych sekund – bowiem tylko natychmiastowe zwiększenie ciągu wraz z obniżeniem kąta natarcia pozwoliłoby na ustabilizowanie lotu i uniknięcie zderzenia.

## Pasażerowie i załoga
| Narodowość        | Pasażerowie | Załoga | Razem |
| ----------------- | ----------- | ------ | ----- |
| Turcja            | 51          | 7      | 58    |
| Holandia          | 53          | –      | 53    |
| Stany Zjednoczone | 7           | –      | 7     |
| Wielka Brytania   | 3           | –      | 3     |
| Bułgaria          | 1           | –      | 1     |
| Niemcy            | 1           | –      | 1     |
| Tajlandia         | 1           | –      | 1     |
| Tajwan            | 1           | –      | 1     |
| Włochy            | 1           | –      | 1     |
| Brak danych       | 9           | –      | 9     |
| Razem             | 128         | 7      | 135   |